# Gipsy Project
Albums de Biréli Lagrène
Blue Eyes
(1998) Gipsy Project & Friends
(2002)
Gipsy Project est un disque du guitariste de jazz Biréli Lagrène. Il marque le retour de Biréli au Jazz manouche, dans la pure tradition du Quintette du Hot Club de France.

## Titres
| No  | Titre                           | Musique                                    | Durée |
| --- | ------------------------------- | ------------------------------------------ | ----- |
| 1.  | Blues clair                     | Django Reinhardt                           | 2:43  |
| 2.  | Coquette                        | John W. Green, Gus Kahn, Carmen Lombardo   | 2:06  |
| 3.  | Si tu savais                    | George Ulmer, Marcela Antoni, André Salvet | 3:38  |
| 4.  | Belleville                      | Django Reinhardt                           | 2:37  |
| 5.  | Daphné (Version longue)         | Django Reinhardt                           | 2:58  |
| 6.  | Je suis seul ce soir            | Jean Casanova, Noel Rose                   | 5:09  |
| 7.  | Swing 42                        | Django Reinhardt                           | 2:10  |
| 8.  | Embraceable You                 | George & Ira Gershwin                      | 2:27  |
| 9.  | Vous et moi                     | Robert Bosmans, Étienne Lefebvre           | 3:40  |
| 10. | Festival                        | Django Reinhardt                           | 2:54  |
| 11. | Viper's dream                   | Fletcher Allen                             | 2:44  |
| 12. | What is this thing calling love | Cole Porter                                | 1:58  |
| 13. | La Mer                          | Charles Trenet                             | 3:33  |
| 14. | Limehouse blues                 | Philip Braham, Douglas Furber              | 1:50  |
| 15. | Daphné (Version courte)         | Django Reinhardt                           | 2:24  |

Certaines éditions contiennent trois pistes bonus, tirées d'un concert donné par Biréli en 1981 au Festival de Jazz de Montreux, alors qu'il avait 15 ans.
| No  | Titre          | Musique               | Durée |
| --- | -------------- | --------------------- | ----- |
| 16. | The man I love | George & Ira Gershwin | 2:43  |
| 17. | Nature         |                       | 2:43  |
| 18. | Gigine         |                       | 2:43  |

## Musiciens
- Biréli Lagrène, Holzmano Lagrène, Hono Winterstein : guitares
- Florin Niculescu : violon
- Diego Imbert : contrebasse
- Richard Galliano : accordéon sur Daphné
- Hono Winterstein : guitare rythmique